# Чудеса среди бела дня
«Чудеса среди бела дня» — советский кукольный мультфильм, созданный в 1978 году режиссёром-мультипликатором Михаилом Каменецким.

## Сюжет
Двое детей — мальчик Витя и его сестра Маша — возвращаются вечером домой, и мальчик рассказывает матери, как «105 голов забил», а девочка — как «всех девчонок во дворе перескакала». Мама упрекает детей в том, что они уроки не сделали, и обещает рассказать папе по возвращении с командировки, как они «разболтались»:
Что было бы, если бы мы с папой забыли свои обязанности? Если бы все люди забыли, что такое долг, обязанности, дисциплина?
С этими словами она отправляет ребят ужинать и ложиться спать. Ночью Маша думает, как было бы здорово, если бы взрослые действительно перестали быть строгими и дисциплинированными (ведь тогда они с Витей могли бы заниматься чем захочется), и мечтает встретить волшебницу, которая, как в сказке, помогла бы им воплотить это в жизнь. Неожиданно в комнате появляется старушка, которая представляется волшебницей из фирмы «Чудо». Она объясняет, что всех людей заколдовать невозможно, поэтому предлагает детям альтернативу — долг и обязанности забудут только те, с кем они сами заговорят. Брат с сестрой соглашаются, и волшебница вручает им квитанцию, предупредив, что, если чудо им надоест, они могут помахать ей.
Утром мама будит Машу и Витю, но они находят благовидный предлог, чтобы поспать подольше, и, проснувшись, идут на улицу совершать «чудеса» вместе с волшебной квитанцией. С её помощью они воздерживают маму от работы, бесплатно просят пирожки от продавщицы (хотя та отдаёт все пирожки бездомной собаке), оставляют ребёнка без няни, а потом отговаривают милицию от штрафа нарушителей.
Далее Витя изъявил желание поехать на автобусе на стадион по 19 маршруту. В ответ на просьбу заплатить за проезд мальчик «заговаривает» водителя, и тот, свернув с положенного рейса, едет в детский театр, дабы купить билет своему сыну. Над возмущениями других пассажиров он усмехается, при этом не соблюдает правила дорожного движения: превышает скорость и проезжает на запрещающий сигнал светофора. Витя, попытавшись обратить на это внимание остальных, заколдовывает и их, и пассажиры, забыв про работу и не обращая внимания на лихачества водителя, напевают вместе с ним песню Льва Лещенко «Соловьиная роща». В панике Витя просит сестру поднять квитанцию волшебницы, но автобус врезается в столб прямо возле здания театра.
Выйдя из автобуса, Витя и Маша идут в театр, где разыгрывается представление по мотивам сказки «Красная Шапочка». В здание они проникают через служебный вход, «уговорив» пожарного пропустить их внутрь. Попытавшись спрятаться от работников театра, они случайно заколдовывают сидевших за кулисами актёров, попавшись им на глаза. Тем временем пожарный закурил, но не заметил, как устроил пожар в театре, упустив зажжённую спичку. После таких приключений Маша поднимает квитанцию, и дети изъявляют желание прекратить такие «чудеса».
В финале дети идут в школу и по пути вновь встречают свою мать — она уже шла на работу. Затем брат с сестрой берутся за руки и уходят, после чего вновь появляется волшебница и показывает квитанцию со словом «Конец фильма».

## Съёмочная группа
- Автор сценария — Юрий Сотник
- Режиссёр и оператор — Михаил Каменецкий
- Художник-постановщик — Елена Ливанова
- Композитор — Игорь Космачёв
- Звукооператор — Владимир Кутузов
- Художники-мультипликаторы: Лидия Маятникова, Наталья Тимофеева, Сергей Олифиренко
- Ассистент оператора — Юрий Каменецкий
- Монтажёр — Галина Филатова
- Редактор — Наталья Абрамова
- Роли озвучивали: 
  - Мария Виноградова — Витя
  - Лариса Пашкова — Маша
  - Галина Кордуб — мать Маши и Вити
  - Татьяна Пельтцер — волшебница
  - Борис Владимиров — продавщица пирожков
  - Вадим Тонков — няня (в титрах ошибочно указан как Б. Танков)
  - Анатолий Папанов — водитель автобуса
  - Вячеслав Невинный — тренер
  - Анатолий Баранцев — Степан Петрович, исполнитель роли Волка в «Красной Шапочке»
  - Зинаида Нарышкина — Прасковья Дмитриевна, исполнительница роли бабушки
  - Георгий Георгиу — скрипач-холостяк / директор театра
- Куклы и декорации выполнили: Павел Гусев, Олег Масаинов, Владимир Аббакумов, Михаил Колтунов, Семён Этлис, Марина Чеснокова, Галина Филиппова, Владимир Алисов, Светлана Знаменская, Мария Стрельчук
- Под руководством — Владимир Ким
- Директор картины — Глеб Ковров

## Переиздания
Мультфильм неоднократно переиздавался на DVD в сборниках мультфильмов:
- «Волшебные сказки» Выпуск 2, «Союзмультфильм» (дистрибьютор: «Крупный план»), мультфильмы на диске: «Сердце храбреца» (1951), «Чудесный сад» (1962), «Чудеса среди бела дня» (1978), «Волшебное лекарство» (1982), «Три мешка хитростей» (1954), «Лягушка-путешественница» (1965).